# Liga Balcarceña de Fútbol
La Liga Balcarceña de Fútbol es una de las Ligas Regionales de fútbol ubicada en la Provincia de Buenos Aires en la Argentina con sede en calle Kelly N° 848 de la ciudad de Balcarce. Su jurisdicción comprende al partido de Balcarce.
La Liga está afiliada a la Asociación del Fútbol Argentino a través de su ente rector del fútbol indirectamente afiliado, el Consejo Federal del Fútbol Argentino. Esto permite a los campeones de la Liga competir en el Torneo Regional Federal Amateur, que representa la cuarta categoría del fútbol argentino y abre la vía para el ascenso a categorías que desembocan en la Primera División. Para la edición 2023/24 del Torneo Regional Federal Amateur están clasificados .

## Historia
Hace más de 100 años, en Balcarce ya existían equipos de fútbol. Rivadavia y Atlético Balcarce ya competían en la región cuando se creó la Liga Balcarceña de Fútbol el 1° de junio de 1922 en la reunión de jugadores de equipos en la casa de Salvador Saverio Bonazza. Ejerció la presidencia provisoria el Sr. Tulio V. Gentile. Estuvieron presentes en la asamblea de constitución los señores Eleodoro Bedogni por el Club Atlético Rivadavia; Julio Stopani y Victor Careelli por el Club Leandro N. Alem; Genaro Cangiano por el Newton Futbol Club; Pedro Cañas por el Club Sarmiento y los Sres Julio Albornoz y Aquiles Bonari por el Club Sportivo Balcarce. La primera oficina funcionó en calles 17 y 16.
El día 5 de junio de 1922 se formó la primera comisión directiva:

| Cargo               | Miembros |
| ------------------- | --- |
| Presidente          | Julio V. Gentile |
| Vicepresidente      | Julio Albornoz |
| Secretario General  | Antonio Bianchi |
| Secretario de Actas | Luis Lozano |
| Tesorero            | Genaro Cangiano |
| Vocales             | Eleodoro Bedogni, Leopoldo De Noia, Ramon Lopez Osornio, Juan Lagrave, Felix Larrechart, Gregorio Prassell, Esteban Nicolás y Alberto Grave |

Con la Presidencia de Tulio Gentile se inició oficialmente el fútbol a nivel Liga, aunque tres años después el ente se dividió en Asociación y Federación, pero al haber demasiadas incongruencias entre ambas, surgió la unificación definitiva a partir de 1926. El primer torneo Oficial se jugó el mismo año de la fundación y contuvo a siete equipos: Rivadavia, Leandro Alem, Amigos Unidos (I), Ferroviarios, Sportivo Mitre (luego Deportivo Mitre), Newton y Sportivo Balcarce. El certamen inaugural organizado se disputó en esa misma temporada, coronándose Sportivo Balcarce como el primer campeón oficial.
Con los años se sumaron Ferroviarios, Racing Club, Amigos Unidos, El Riojano, San Lorenzo, Estudiantes y Club Teléfonos; Deportivo Los Pinos; Atlético y Racing de San Agustín; y Deportivo Napaleofú, entre los clubes, fuera de la ciudad, pero dentro del Partido de Balcarce.
Entre los grandes avances de la Liga, se cuentan el regreso del fútbol local de 2011 tras 11 años en Ligas unificadas, la inclusión del Bono Prepago “Bonogol” y el Fútbol Femenino con su gran certamen de 11 equipos.
En su largo historial, la Liga Balcarceña tuvo más de 40 presidentes, siendo Héctor Strático, con 12 años de gestión, el que más tiempo permaneció en el cargo. Manuel Dimas Claro lo sigue con una década y también resulta particular el caso de Raúl Guma, que fue referente de la institución en tres períodos alternados. Sus sedes fueron diversas, perdió en su momento y por un juicio la que poseía en calle 13 entre 16 y avenida Gonzales Chaves, deambuló por otros lugares hasta asentarse desde 2015 en la actual de avenida Kelly 848.
En la faz deportiva en algún momento hubo Primera División y Ascenso, también resultó necesaria la unión deportiva con ligas vecinas como Mar Chiquita, General Alvarado y Necochea, respectivamente, todo ello a partir de los inicios del siglo actual. Pero finalmente en 2011 se pudo recuperar la competencia interna, volvió el campeonato propio de la Liga Balcarceña de Fútbol y a partir del mismo se ganó en crecimiento de equipos y categorías, inclusive con la incorporación desde el año pasado del torneo femenino.

### Presidentes
El siguiente es un listado de los presidentes de la Liga Balcarceña de Fútbol desde su fundación hasta la actualidad.

| Período         | Presidente                                            |
| --------------- | ----------------------------------------------------- |
| 1922            | Tulio Gentile                                         |
| 1923            | Francisco Labartete                                   |
| 1924            | Ángel Arata/Francisco Labartete/Ángel Montenegro Miró |
| 1925            | Mario Jordan Lasa/Nazario Lartiga                     |
| 1926/27         | Julio Albornoz                                        |
| 1928-33         | Luis Galeotti                                         |
| 1934            | Oscar Talou                                           |
| 1935-37         | Aníbal Rodríguez                                      |
| 1938-40         | Antonio Galante                                       |
| 1941            | Luis Barragán                                         |
| 1942/43         | Enrique Kelly/Oscar Talou                             |
| 1944            | Ramón Olivera                                         |
| 1945/46         | Dr. Ernesto Pinto                                     |
| 1947-49         | Romualdo Martínez                                     |
| 1950            | Com. Eduardo González                                 |
| 1951-54         | Alejandro Víctor Maggiora                             |
| 1955            | Guillermo Talou                                       |
| 1956            | Hernán Adobatti                                       |
| 1957/58         | Dr. Alejandro Cano                                    |
| 1959            | Juan Bontempo                                         |
| 1960/61         | Serpaio Gómez/Héctor Masi                             |
| 1962/63         | Constante Mase                                        |
| 1964            | Jorge Cabot                                           |
| 1965            | José Suraniti                                         |
| 1966            | José Roza                                             |
| 1967/68         | Tomás Morrel                                          |
| 1969-71         | Dr. Elías Pettigroso                                  |
| 1972-74         | Dr. José Aicega                                       |
| 1975-77         | Ismael Funes                                          |
| 1978-87         | Manuel Dimas Claro                                    |
| 1988-91         | Raúl J. Guma                                          |
| 1992/93         | Alberto Paciarioni                                    |
| 1994-97         | Raúl J. Guma/Juan C. Martino                          |
| 1998/99         | Dr. Ricardo Cacace                                    |
| 2000            | Raúl J. Guma/Mario José Bibbó                         |
| 2001-03         | Néstor Distéfano                                      |
| 2004-15         | Héctor Stratico                                       |
| 2016-actualidad | Emiliano López                                        |

### Clubes destacados
- Racing F.C.: Participó de las ediciones 2016 (Complementario) y 2017 del Torneo Federal B, previo a la disolución de la categoría.

### Selecciones liguistas
El día 7 de septiembre de 1922, la comisión directiva de la flamante Asociación Balcarceña de Futbol aceptó el desafío de la Liga de Dolores a jugarse el primer partido en aquella ciudad y la revancha en Balcarce, en consecuencia este es el primer partido que disputa la selección balcarceña igualando en Dolores 1-1 y ganando en Balcarce por 2-1.
Luego de aquellos partidos, hay que sumar los logros alcanzados por seleccionados de la Liga Balcarceña en competiciones de alcance zonal, por caso en 1931, 1969, 1977 y 1997.

## Clubes registrados

### Clubes activos de fútbol masculino y femenino en 2024
Todos los clubes debajo mencionados presentaron divisiones femeninas y masculinas en el Torneo Anual 2023:
| Equipo                           | Ciudad      | Notas |
| -------------------------------- | ----------- | --- |
| Club Atlético Amigos Unidos (II) | Balcarce    | No debe ser confundido con el Club fundador de la Liga Balcarceña.                                       |
| Club Atlético Boca Juniors       | Balcarce    | |
| Club Atlético Ferroviarios       | Balcarce    | |
| Club Atlético San Agustín        | San Agustín | |
| Club Atlético San Lorenzo        | Balcarce    | |
| Club Atlético San Manuel         | San Manuel  | |
| Club Deportivo Los Pinos         | Los Pinos   | |
| Facultad de Ciencias Agrarias    | Balcarce    | |
| Fusión Sportivo Trabajo-Mitre    | Balcarce    | Resultado de la alianza deportiva entre los clubes Sportivo Trabajo y Deportivo Mitre (ver Otros Clubes) |
| Los Patos Fútbol Club            | Balcarce    | |
| Racing Fútbol Club               | Balcarce    | |

### Clubes inactivos
Los siguientes clubes han jugado en la Liga Balcarceña de Fútbol, pero han sido desafiliados, han desaparecido o están jugando en otras ligas de la región.
| Equipo                                       | Ciudad               | Estado       | Notas |
| -------------------------------------------- | -------------------- | ------------ | --- |
| Club A.P.I.N.T.A.                            | Balcarce             | Desafiliado  | |
| Club Atlético Alas Balcarceñas               | Balcarce             | Desafiliado  | |
| Club Atlético Amigos Unidos (I)              | Balcarce             | Desaparecido | No debe ser confundido con el Club que disputa los torneos de la Liga Balcarceña en la actualidad. |
| Club Atlético Leandro N. Alem                | Balcarce             | Desaparecido | Fue el club donde se inició futbolísticamente Juan Manuel Fangio, previo a su trayectoria en el automovilismo.                                                                                        |
| Club Atlético Tres Esquinas                  | Balcarce             | Desaparecido | |
| Club Atlético Unión                          | Balcarce             | Desafiliado  | |
| Club Atlético, Social y Deportivo El Riojano | Balcarce             | Desafiliado  | |
| Club Deportivo Italiano                      | Balcarce             | Desaparecido | |
| Club Deportivo Mitre                         | Balcarce             | Fusionado    | Compite en el Torneo Anual 2023 bajo una alianza deportiva con Sportivo Trabajo. |
| Club Social y Deportivo Estudiantes          | Balcarce             | Desafiliado  | |
| Club Social y Deportivo Laguna de los Padres | Laguna de los Padres | Desafiliado  | |
| Club Sportivo Trabajo                        | Balcarce             | Fusionado    | Resultado de la fusión de los clubes Deportivo Balcarce (previamente conocido como Sportivo Balcarce) y Club Trabajo. Compite en el Torneo Anual 2023 bajo una alianza deportiva con Deportivo Mitre. |
| Club Teléfonos                               | Balcarce             | Desaparecido | |
| Escuela de Fútbol Villa Díaz Vélez           | Necochea             | Desafiliado  | También militó en la Liga Necochea de Fútbol. |
| Newton Fútbol Club                           | Balcarce             | Desaparecido | |
| Rivadavia Fútbol Club                        | Balcarce             | Desaparecido | Juan Manuel Fangio disputó torneos en este club previo a su trayectoria en el automovilismo, incluso apodando a su primer auto como "Rivadavia".                                                      |

## Historial de campeones
Los siguientes son los campeones de todos los torneos oficiales disputados en la Liga:

### Torneos Oficiales

#### Por año
| Año     | Campeonato    | Ganador(es)              | Ciudad                   |
| ------- | ------------- | ------------------------ | ------------------------ |
| 1922    | Único         | Sportivo Balcarce        | Balcarce                 |
| 1923    | Único         | Sportivo Balcarce        | Balcarce                 |
| 1924    | Único         | Amigos Unidos (I)        | Balcarce                 |
| 1925    | Único         | Amigos Unidos (I)        | Balcarce                 |
| 1926    | Único         | Ferroviarios             | Balcarce                 |
| 1927    | Único         | Ferroviarios             | Balcarce                 |
| 1928    | Único         | Sportivo Balcarce        | Balcarce                 |
| 1929    | Único         | Amigos Unidos (I)        | Balcarce                 |
| 1930    | Único         | Deportivo Mitre          | Balcarce                 |
| 1931    | Único         | Leandro N. Alem          | Balcarce                 |
| 1932    | Único         | Peñarol                  | Balcarce                 |
| 1933    | Único         | Peñarol                  | Balcarce                 |
| 1934    | Único         | Deportivo Mitre          | Balcarce                 |
| 1935    | Único         | Rivadavia                | Balcarce                 |
| 1936    | Único         | Rivadavia                | Balcarce                 |
| 1937    | Único         | Rivadavia                | Balcarce                 |
| 1938    | Único         | Rivadavia                | Balcarce                 |
| 1939    | Único         | Sportivo Balcarce        | Balcarce                 |
| 1940    | Único         | Ferroviarios             | Balcarce                 |
| 1941    | Único         | Racing F.C.              | Balcarce                 |
| 1942    | Único         | Racing F.C.              | Balcarce                 |
| 1943    | Único         | Racing F.C.              | Balcarce                 |
| 1944    | Único         | Ferroviarios             | Balcarce                 |
| 1945    | Único         | Deportivo Mitre          | Balcarce                 |
| 1946    | Único         | Deportivo Mitre          | Balcarce                 |
| 1947    | Único         | Ferroviarios             | Balcarce                 |
| 1948    | Único         | Deportivo Mitre          | Balcarce                 |
| 1949    | Único         | Racing F.C.              | Balcarce                 |
| 1950    | Único         | Racing F.C.              | Balcarce                 |
| 1951    | Único         | Sportivo Balcarce        | Balcarce                 |
| 1952    | Único         | Deportivo Mitre          | Balcarce                 |
| 1953    | Único         | Deportivo Mitre          | Balcarce                 |
| 1954    | Único         | Deportivo Mitre          | Balcarce                 |
| 1955    | Único         | Racing F.C.              | Balcarce                 |
| 1956    | Único         | Deportivo Mitre          | Balcarce                 |
| 1957    | Único         | Racing F.C.              | Balcarce                 |
| 1958    | Único         | Deportivo Los Pinos      | Los Pinos                |
| 1959    | Único         | Deportivo Mitre          | Balcarce                 |
| 1960    | Único         | Deportivo Mitre          | Balcarce                 |
| 1961    | Único         | Deportivo Mitre          | Balcarce                 |
| 1962    | Único         | El Riojano               | Balcarce                 |
| 1963    | Único         | Deportivo Mitre          | Balcarce                 |
| 1964    | Único         | Sportivo Racing          | San Agustín              |
| 1965    | Único         | Sportivo Racing          | San Agustín              |
| 1966    | Único         | Deportivo Mitre          | Balcarce                 |
| 1967    | Único         | Sportivo Racing          | San Agustín              |
| 1968    | Único         | Ferroviarios             | Balcarce                 |
| 1969    | Único         | El Riojano               | Balcarce                 |
| 1970    | Único         | Atlético San Agustín     | San Agustín              |
| 1971    | Único         | Ferroviarios             | Balcarce                 |
| 1972    | Único         | Ferroviarios             | Balcarce                 |
| 1973    | Único         | Ferroviarios             | Balcarce                 |
| 1974    | Único         | Amigos Unidos (II)       | Balcarce                 |
| 1975    | Único         | Ferroviarios             | Balcarce                 |
| 1976    | Único         | Ferroviarios             | Balcarce                 |
| 1977    | Único         | Amigos Unidos (II)       | Balcarce                 |
| 1978    | Único         | Amigos Unidos (II)       | Balcarce                 |
| 1979    | Único         | Amigos Unidos (II)       | Balcarce                 |
| 1980    | Único         | A.P.I.N.T.A.             | Balcarce                 |
| 1981    | Único         | A.P.I.N.T.A.             | Balcarce                 |
| 1982    | Único         | Amigos Unidos (II)       | Balcarce                 |
| 1983    | Único         | Deportivo Mitre          | Balcarce                 |
| 1984    | Único         | Deportivo Mitre          | Balcarce                 |
| 1985    | Único         | Amigos Unidos (II)       | Balcarce                 |
| 1986    | Único         | Amigos Unidos (II)       | Balcarce                 |
| 1987    | Único         | Amigos Unidos (II)       | Balcarce                 |
| 1988    | Único         | Amigos Unidos (II)       | Balcarce                 |
| 1989    | Único         | Boca Juniors             | Balcarce                 |
| 1990    | Único         | Ferroviarios             | Balcarce                 |
| 1991    | Único         | Ferroviarios             | Balcarce                 |
| 1992    | Único         | Ferroviarios             | Balcarce                 |
| 1993    | Único         | Amigos Unidos (II)       | Balcarce                 |
| 1994    | Único         | Ferroviarios             | Balcarce                 |
| 1995    | Único         | Ferroviarios             | Balcarce                 |
| 1996    | Único         | Unión-Alas Balcarceñas   | Balcarce                 |
| 1997    | Único         | Ferroviarios             | Balcarce                 |
| 1998    | Único         | Unión-Alas Balcarceñas   | Balcarce                 |
| 1999    | Único         | Amigos Unidos (II)       | Balcarce                 |
| 2000-10 | Interligas    | Ver "Torneos Interligas" | Ver "Torneos Interligas" |
| 2011    | Único         | Amigos Unidos (II)       | Balcarce                 |
| 2012    | Único         | Amigos Unidos (II)       | Balcarce                 |
| 2013    | Único         | Racing F.C.              | Balcarce                 |
| 2014    | Único         | Racing F.C.              | Balcarce                 |
| 2015    | Único         | Racing F.C.              | Balcarce                 |
| 2016    | Único         | Atlético San Manuel      | San Manuel               |
| 2017    | Único         | Boca Juniors             | Balcarce                 |
| 2018    | Único         | Racing F.C.              | Balcarce                 |
| 2019    | Único         | Racing F.C.              | Balcarce                 |
| 2020    | No se disputó | No se disputó            | No se disputó            |
| 2021    | Único         | Racing F.C.              | Balcarce                 |
| 2022    | Único         | Ferroviarios             | Balcarce                 |
| 2023    | Único         | Amigos Unidos            | Amigos Unidos            |

| 2024 || Único || Futbol Club Los Patos || Balcarce

#### Por Club vencedor
| Equipo                                                    | Ciudad                                                    | Total | Campeonatos                                                                                                |
| --------------------------------------------------------- | --------------------------------------------------------- | ----- | --- |
| Ferroviarios                                              | Balcarce                                                  | 18    | 1926, 1927, 1940, 1944, 1947, 1968, 1971, 1972, 1973, 1975, 1976, 1990, 1991, 1992, 1994, 1995, 1997, 2022 |
| Deportivo Mitre                                           | Balcarce                                                  | 16    | 1930, 1934, 1945, 1946, 1948, 1952, 1953, 1954, 1956, 1959, 1960, 1961, 1963, 1966, 1983, 1984             |
| Racing F.C.                                               | Balcarce                                                  | 13    | 1941, 1942, 1943, 1949, 1950, 1955, 1957, 2013, 2014, 2015, 2018, 2019, 2021                               |
| Amigos Unidos (II)                                        | Balcarce                                                  | 14    | 1974, 1977, 1978, 1979, 1982, 1985, 1986, 1987, 1988, 1993, 1999, 2011, 2012, 2023                         |
| Sportivo Balcarce                                         | Balcarce                                                  | 5     | 1922, 1923, 1928, 1939, 1951                                                                               |
| Rivadavia                                                 | Balcarce                                                  | 4     | 1935, 1936, 1937, 1938                                                                                     |
| Amigos Unidos (I)                                         | Balcarce                                                  | 3     | 1924, 1925, 1929                                                                                           |
| Sportivo Racing                                           | San Agustín                                               | 3     | 1964, 1965, 1967                                                                                           |
| Peñarol                                                   | Balcarce                                                  | 2     | 1932, 1933                                                                                                 |
| Boca Juniors                                              | Balcarce                                                  | 2     | 1989, 2017                                                                                                 |
| Unión-Alas Balcarceñas                                    | Balcarce                                                  | 2     | 1996, 1998                                                                                                 |
| A.P.I.N.T.A.                                              | Balcarce                                                  | 2     | 1980, 1981                                                                                                 |
| El Riojano                                                | Balcarce                                                  | 2     | 1962, 1969                                                                                                 |
| Atlético San Agustín                                      | San Agustín                                               | 1     | 1970 |
| Atlético San Manuel                                       | San Manuel                                                | 1     | 2016 |
| Deportivo Los Pinos                                       | Los Pinos                                                 | 1     | 1958 |
| Leandro N. Alem                                           | Balcarce                                                  | 1     | 1931 |
| Campeonatos desiertos/sin resolución/años sin campeonatos | Campeonatos desiertos/sin resolución/años sin campeonatos | 1     | 2020 |

### Torneos interligas

#### Por año
| Edición                       | Ligas organizadoras                                           | Campeón     | Ciudad   |
| ----------------------------- | ------------------------------------------------------------- | ----------- | -------- |
| 2000 Balcarce, Coronel Vidal  | Liga Balcarceña de Fútbol, Liga de Fútbol de Mar Chiquita     | Racing F.C. | Balcarce |
| 2001 Balcarce, Coronel Vidal  | Liga Balcarceña de Fútbol, Liga de Fútbol de Mar Chiquita     | Racing F.C. | Balcarce |
| 2002 Balcarce, Gral. Alvarado | Liga Balcarceña de Fútbol, Liga de Fútbol de General Alvarado | Racing F.C. | Balcarce |
| 2003 Balcarce, Gral. Alvarado | Liga Balcarceña de Fútbol, Liga de Fútbol de General Alvarado | Racing F.C. | Balcarce |
| 2004 Balcarce, Necochea       | Liga Balcarceña de Fútbol, Liga Necochea de Fútbol            | Racing F.C. | Balcarce |
| 2005 Balcarce, Necochea       | Liga Balcarceña de Fútbol, Liga Necochea de Fútbol            | Rivadavia   | Necochea |
| 2006 Balcarce, Necochea       | Liga Balcarceña de Fútbol, Liga Necochea de Fútbol            | Mataderos   | Necochea |
| 2007 Balcarce, Necochea       | Liga Balcarceña de Fútbol, Liga Necochea de Fútbol            | Rivadavia   | Necochea |
| 2008 Balcarce, Necochea       | Liga Balcarceña de Fútbol, Liga Necochea de Fútbol            | Rivadavia   | Necochea |
| 2009 Balcarce, Necochea       | Liga Balcarceña de Fútbol, Liga Necochea de Fútbol            | Rivadavia   | Necochea |
| 2010 Balcarce, Necochea       | Liga Balcarceña de Fútbol, Liga Necochea de Fútbol            | Rivadavia   | Necochea |

#### Por Club vencedor
| Equipo      | Ciudad   | Total | Campeonatos |
| ----------- | -------- | ----- | --- |
| Racing F.C. | Balcarce | 5     | 2000 (Balcarce/Cnel. Vidal), 2001 (Balcarce/Cnel. Vidal), 2002 (Balcarce/Gral. Alvarado), 2003 (Balcarce/Gral. Alvarado), 2004 (Balcarce/Necochea) |
| Rivadavia   | Necochea | 5     | 2005 (Balcarce/Necochea), 2007 (Balcarce/Necochea), 2008 (Balcarce/Necochea), 2009 (Balcarce/Necochea), 2010 (Balcarce/Necochea)                   |
| Mataderos   | Necochea | 1     | 2006 (Balcarce/Necochea) |